# IC 3400
IC 3400 — галактика типу * (зірка) у сузір'ї Діва.
Цей об'єкт міститься в оригінальній редакції індексного каталогу.